# Gubbkärrets gård, Bromma

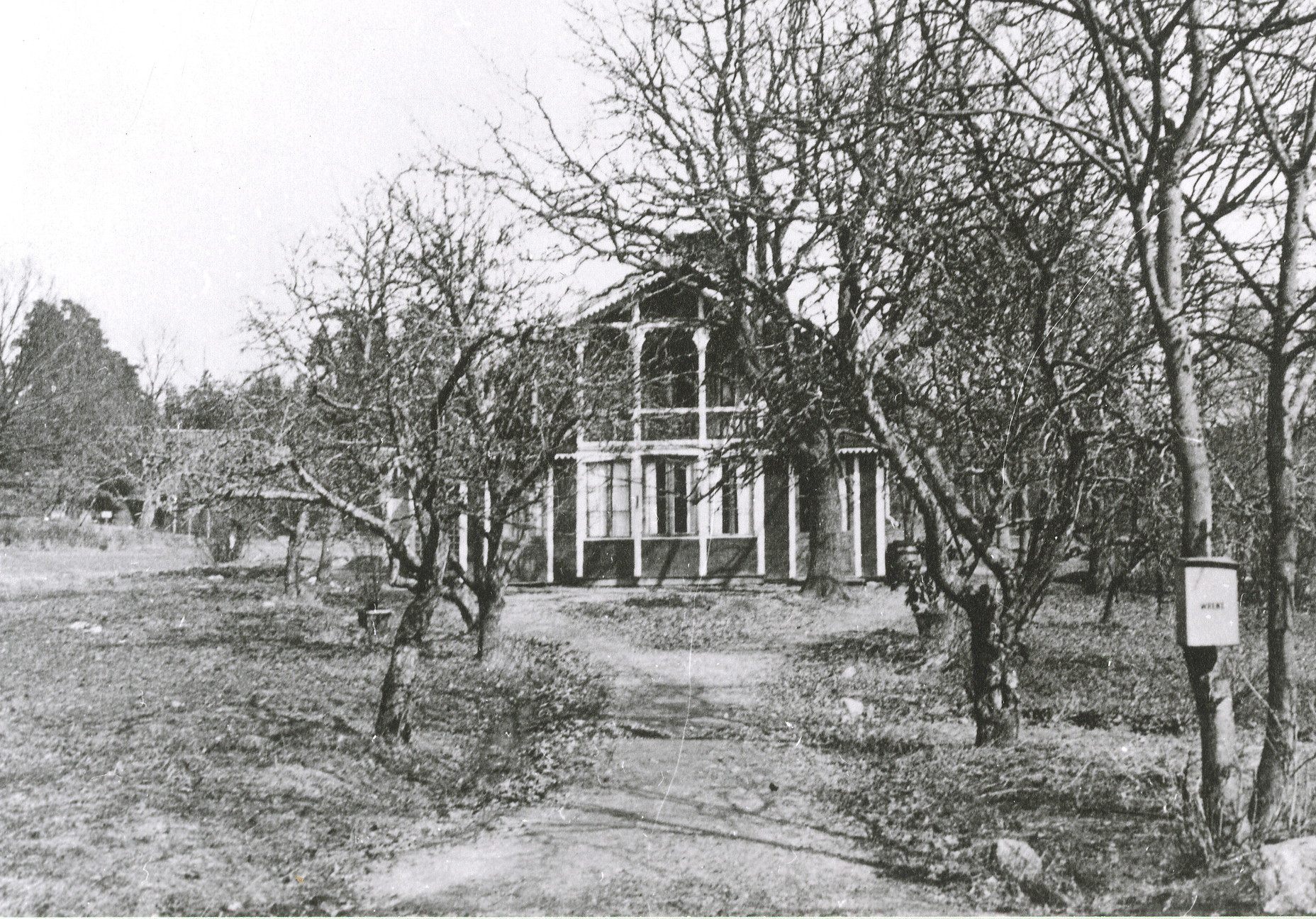
Gubbkärrets gård 1931.

Gubbkärrets gård var en bondgård med mangårdsbyggnad och ekonomibyggnader som låg vid nuvarande Ferievägen 71-73 i stadsdelen Nockebyhov i sydvästra Bromma i Västerort i Stockholms kommun. Gårdens huvudbebyggelse låg söder om Judarskogen med brygga i Mälaren. Området Gubbkärret ligger granne med Ängbybadet, som gränsar till Nockebyhov. Mangårdsbyggnaden revs 1952. Gubbkärrsvägen fick sitt namn 1929 och är uppkallad efter gården likaså kvarteret Gubbkärret vid Tennisvägen. På ett strandområde, som tidigare hade hört till Gubbkärrets gård, anlades Ängbybadet, vars västra del av badet invigdes vid midsommartid 1936. Badets östra del tillkom senare. Området där Gubbkärrets gård låg avsattes för idrotts- och fritidsändamål och en första stadsplan för Gubbkärrsområdet upprättades 1938.

## Namnet Gubbkärret

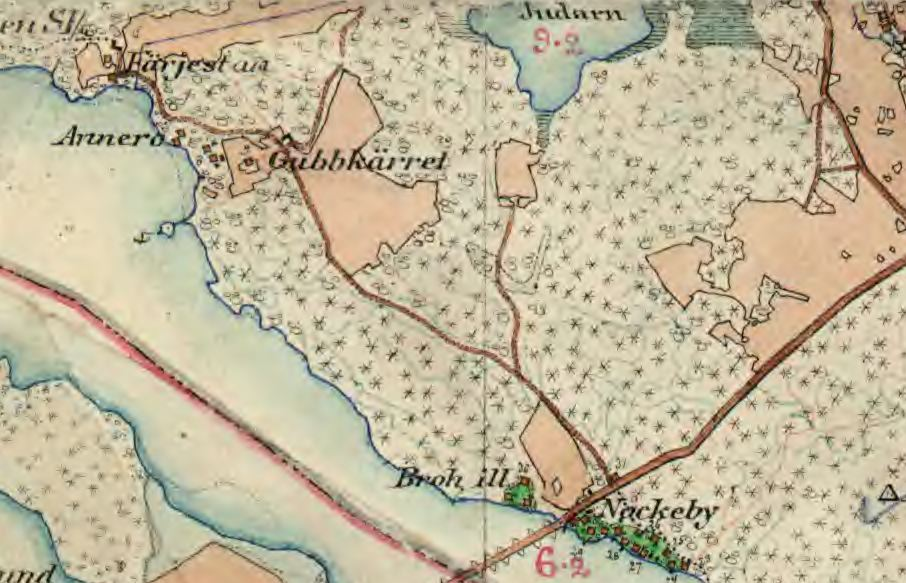
Gubbkärret och nuvarande Nockebyhov på 1880-talet.

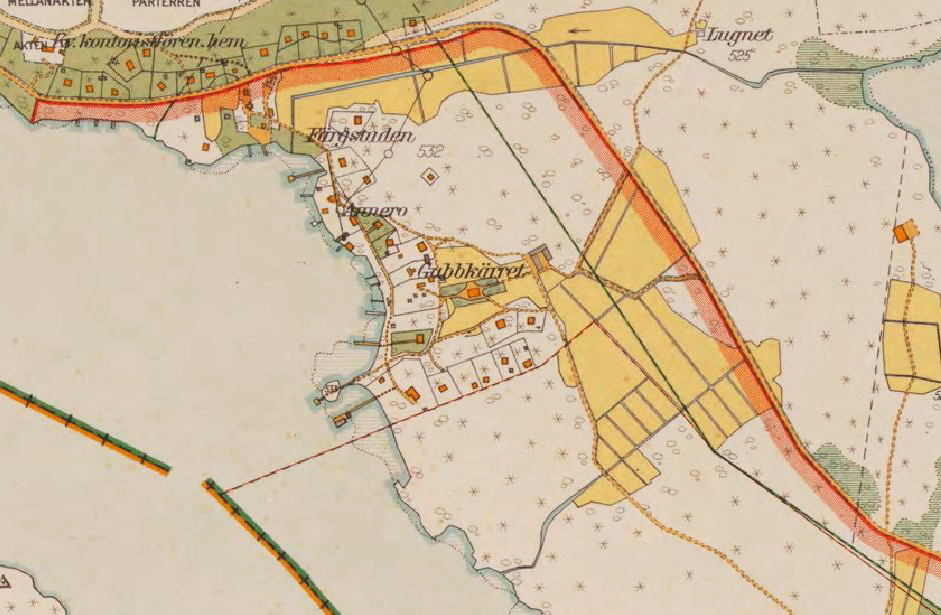
Gubbkärret på 1920-talet.

Förr låg det ett kärr mellan Tyska Bottens väg och Gubbkärrsvägen, där nu Nockebyhovsskolan ligger. Kärret som har givit namn åt Gubbkärret kommer från lyktgubbar eller lysgubbar eller irrbloss, som är ett ljussken ute i naturen. I folktron associerades lyktgubbarna med en varelse som bar på en lykta. Ljusfenomenet kan uppstå spontant då sumpgas självantänder. Från kärrets botten bubblade det upp en metangas, som kunde "lysa till" som en eldsflamma. Namnet Gubbkärret finns redan utsatt på en lantmäterikartan över Åkeshov från 1706. 

## Historik
Enligt jordeboken låg området under Drottningholms slott fram till i början av 1800-talet, då marken och gården köptes av Åkeshovs ägare. 1904 ingick området i de stora markköp, som Stockholms stad gjorde i Bromma. I början av 1900-talet byggdes i anslutning till gården ett sommarstugeområde utmed Mälaren. Gubbkärrets brygga låg på en holme, som hette Mustappen, och där trafikerade Mälarbåtar. Ekonomibyggnaderna vid Gubbkärrets gård revs år 1945 och mangårdsbyggnaden revs år 1952.
Mangårdsbyggnaden var ett tvåvåningshus, som på nedre våningen hade en stor glasveranda. På övre våningen fanns en öppen veranda. Huset var enligt tidens smak smyckat "med mycken snickarglädje". Ekonomibyggnaderna bestod av ladugård, stall och vagnslider. De byggnaderna låg vid nuvarande korsningen av Tyska Bottens väg och Ferievägen. Mangårdsbyggnaden låg vid det nästan igenvuxna fältet mitt emot den sista villan på Ferievägen.
År 1867 flyttade Nils August Pettersson till Gubbkärrets gård. Han arrenderade då även de två närbelägna torpen Färjestadstorpet, som låg vid nuvarande Ängbybadet, och Torpet Lugnet, som låg i nuvarande Judarskogens naturreservat. När Pettersson tillträdde var den odlingsbara marken ett potatisland. Kärret blev åker- och ängsmark då det torrlades. Gården hade snart ett tiotal kor och fyra hästar. August Pettersson byggde ett nytt bostadshus och ekonomibyggnader för ett mindre lantbruk. Han hyrde ut delar av mangårdsbyggnaden till sommargäster och flera källarmästare från innerstaden, goda vänner och deras bekanta blev trogna sommarfirare vid Mälarviken. Pettersson hade flera förtroendeuppdrag, han var nämndeman och branduppsyningsman. Under åren 1880-1890 ska det ha förts ett glatt liv hos nämndemannen.

## Arrendet

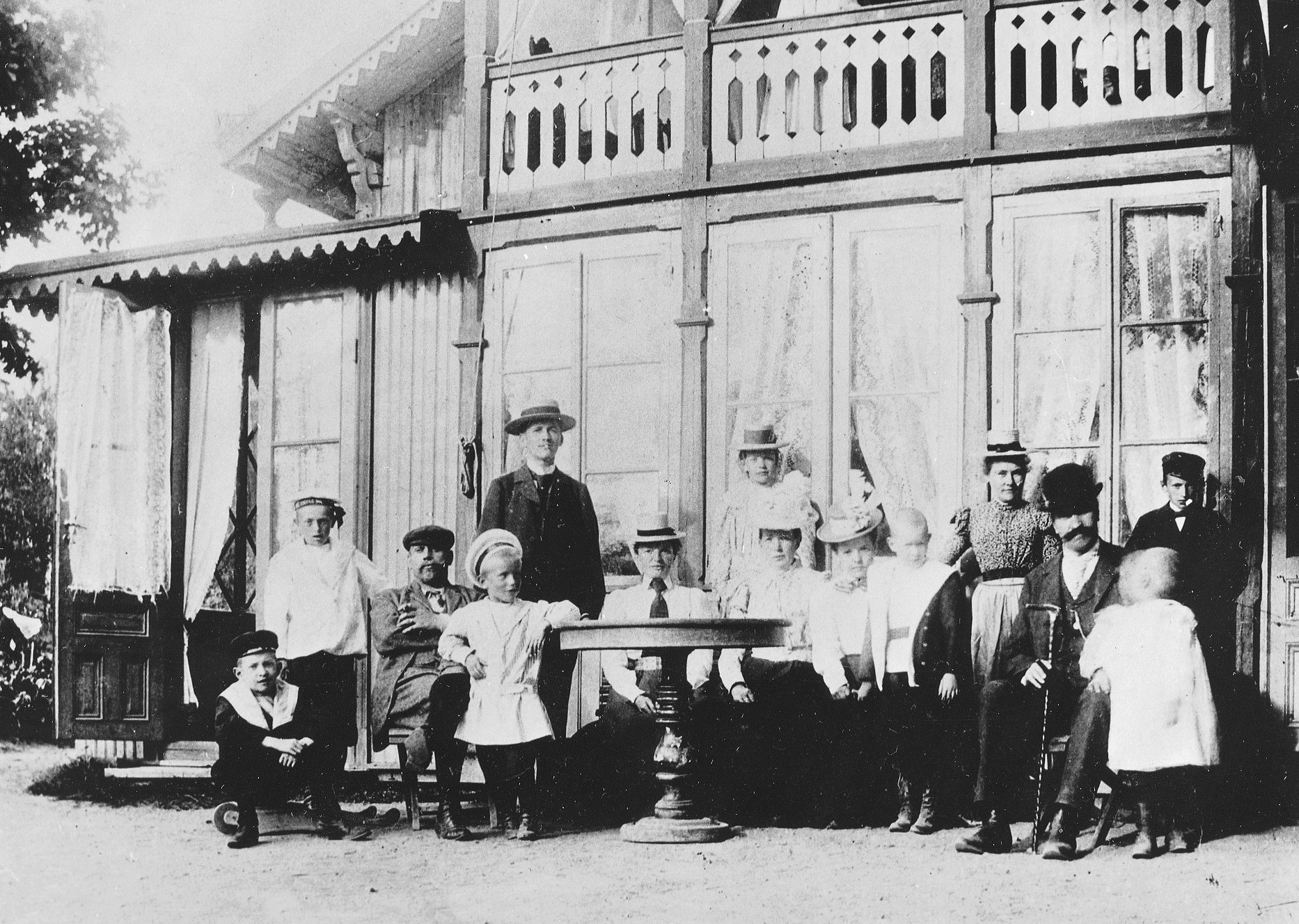
Gubbkärrets gård, Johan Zacharias Pettersson med familj och släktingar på sin 40-årsdag, 1898.

August Pettersson lär ha erbjudits att köpa hela Gubbkärret för 12 000 kronor, men det blev dock ingen affär. Sonen Hans, som var åkare, tog över arrendet efter Petterssons död 1901, men han var inte intresserad av jordbruket. I slutet av 1920-talet tog dennes son Hugo över. Då blev situationen ännu sämre. Hans hustru, som födde 12 barn, hade inte så mycket tid för gården. Enligt Hans Lindblom, som varit bosatt vid Gubbkärret, gick hennes "tid åt till tvättning i grannskapet och till barnens skötsel". Hugo Petterssons bror, Johan Zacharias Pettersson, var byggmästare. Han och hans hustru hade ett känt damskrädderi. I slutet av 1800-talet började de tillbringa somrarna på Gubbkärr, som platsen kallades. Paret bodde på övervåningen och familjen Hugo Petterson trängde ihop sig i ett rum och kök på nedre botten.
Brodern Zacharias ville rå sig själv och 1914 byggde han en villa på Ferievägen 69, som kallades Zachrishäll. Familjen bosatte sig där i början på 1920-talet. Sonen Gösta (som tog sig namnet Wrene) bodde där till sin död 1971. I naturen väster om Ferievägen, mellan Zachrishäll och den vitrappade Stenvillan, finns en kraftig stjärna av gjutjärn på en stång, som påminner om sällskapslivet där på 1800-talet. Runtom stjärnan kan läsas HS (Hantverk Sällskapet). Stjärnan har prytts med ett emblem för olika verktyg: en tving, såg, hammare och tänger. Man kan läsa två datum, den 16 juli 1882 och den 22 juli 1883. På detta sätt har Hantverk Sällskapet velat "fira minnet av angenäma lustresor med båt till hantverkskamrater i Gubbkärret". Fram till början av 1920-talet drevs jordbruk på Gubbkärret.

## Äldre bilder från Gubbkärrets sommarbebyggelse

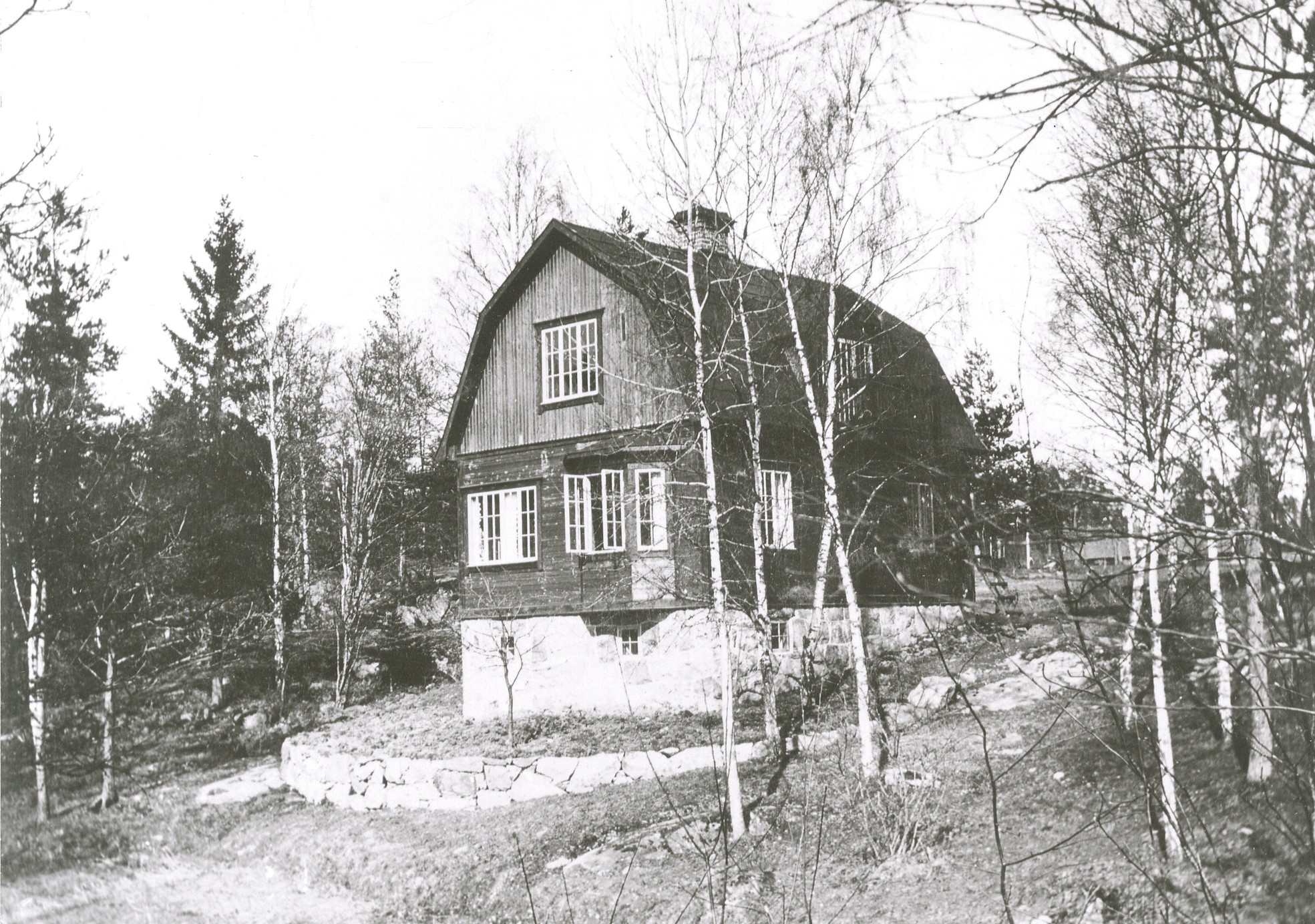
Villa Zachrishäll, senare Wrenes sommarvilla, 1915. Vid tidpunkten för fotograferingen 1915 var det Villa Zachrishäll.
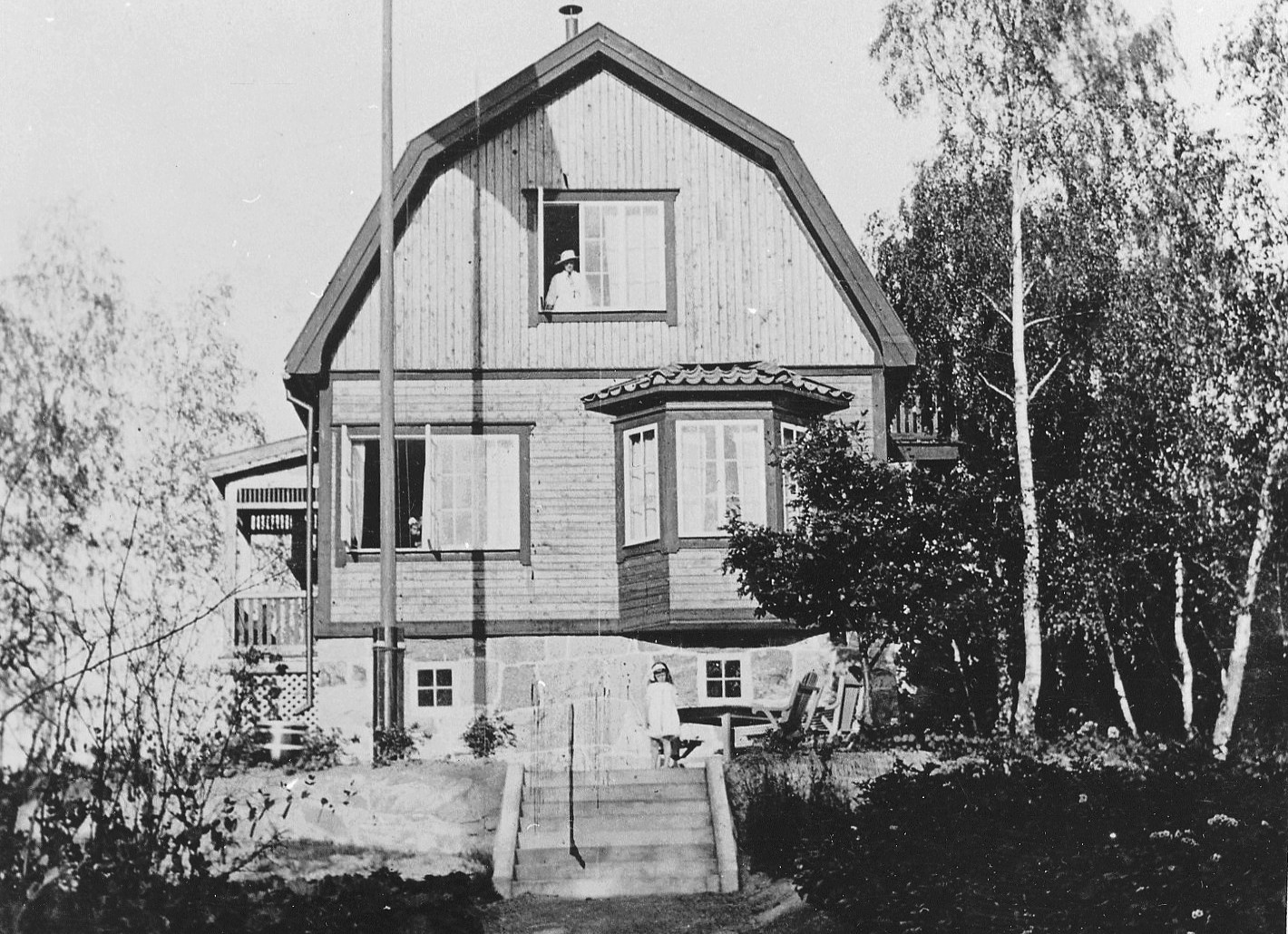
Villa Zachrishäll, senare Wrenes sommarvilla, 1918.
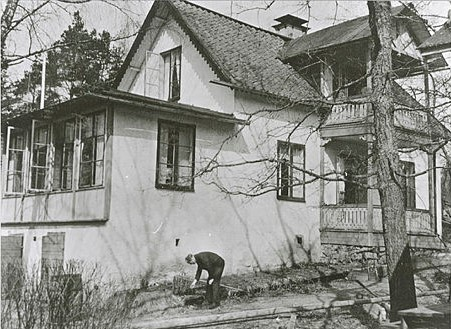
Stenvillan vid Gubbkärrets sommarbebyggelse, 1931.

## Sommarstugeområdet Gubbkärret
Nere vid Mälarens strand i den nordvästra utkanten av Nockebyhov ligger sommarstugeområdet Gubbkärret. Området består av stugor och villor uppförda kring sekelskiftet 1900. Ett kärr som tidigare låg  mellan Tyska Bottens väg och Gubbkärrsvägen har givit området sitt namn. När metangas bubblade upp från kärret kunde det ibland lysa till som eldflammor eller så kallade lysgubbar. Nils August Pettersson flyttade 1867 till Gubbkärret och han uppförde ett bostadshus, det var Gubbkärrets gård, och ekonomibyggnader för ett mindre lantbruk. Gården låg mitt emot de två sista husen på Ferievägen, alldeles öster om nuvarande sommarbebyggelse i Gubbkärret. Ekonomibyggnaderna revs 1945 och Gubbkärrets gård revs 1952. Nils August Pettersson, hyrde regelbundet ut delar av mangårdsbyggnaden under sommaren till bekanta och goda vänner.
En av Nils August Petterssons söner, byggmästare Johan Zacharias Pettersson, uppförde år 1914 en sommarvilla åt sig och sin familj, villan kallades Villa Zachrishäll. En annan son, Gösta Pettersson, tog sedan över villan och bodde där till sin död. Gösta tog sig namnet Wrene, därför kallas villan Wreneska villan eller Wrenes villa. Norr om Zachrishäll byggdes Stenvillan och nere vid vattnet vid Mälaren byggdes Villa Annero i slutet av 1800-talet. De flesta övriga stugorna i området är byggda på 1910-talet och under 1920- och 1930-talen fanns här ett 20-tal bebodda stugor. I början av 1950-talet bodde sex familjer i området året runt och femton familjer som sommargäster. Mellan Stenvillan och Zachrishäll står en kraftig stjärna av gjutjärn på en stång. På stjärnan läser man "HS", vilket betyder Hantverk Sällskapet. Detta minnesmärke ska påminna om hur sällskapslivet var för 100 år sedan och på detta sätt ville man fira minnet av sina utflykter med båt till Gubbkärret.

## Nyare bilder från Gubbkärrets sommarbebyggelse
Sommarnöjen vid Nockebyhovs strandpromenad idag
- Villa Zachrishäll, senare Wreneska villan. Den (idag) vita villan bygges 1914 som sommarnöje av byggmästare/målarmästare Johan Zacharias Pettersson, som han kallade Zachrishäll efter sig själv. Senare bodde sonen Gösta Pettersson (1894-1971), som tog sig namnet Wrene, i villan året runt till sin död 1971 och har idag adressen Ferievägen 69 i Nockebyhov.
- Stenvillan i Gubbkärrets sommarbebyggelse är vitrappad och ligger norr om Villa Zachrishäll, eller Wreneska villan. Stenvillan uppfördes i slutet av 1800-talet.
- Stjärna av gjutjärn på stång för HS (Hantverk Sällskapet), från slutet av 1880-talet med emblem för olika verktyg, såsom tving, såg, hammare och tänger. Stjärnan av gjutjärn står i naturen väster om Ferievägen mellan den vitrappade Stenvillan och Zachrishäll och den påminner om sällskapslivet för 100 år sedan. "HS" läser man på stjärnan; det var Hantverk Sällskapet som på detta sätt ville fira minnet av sina utflykter med båt till Gubbkärret.

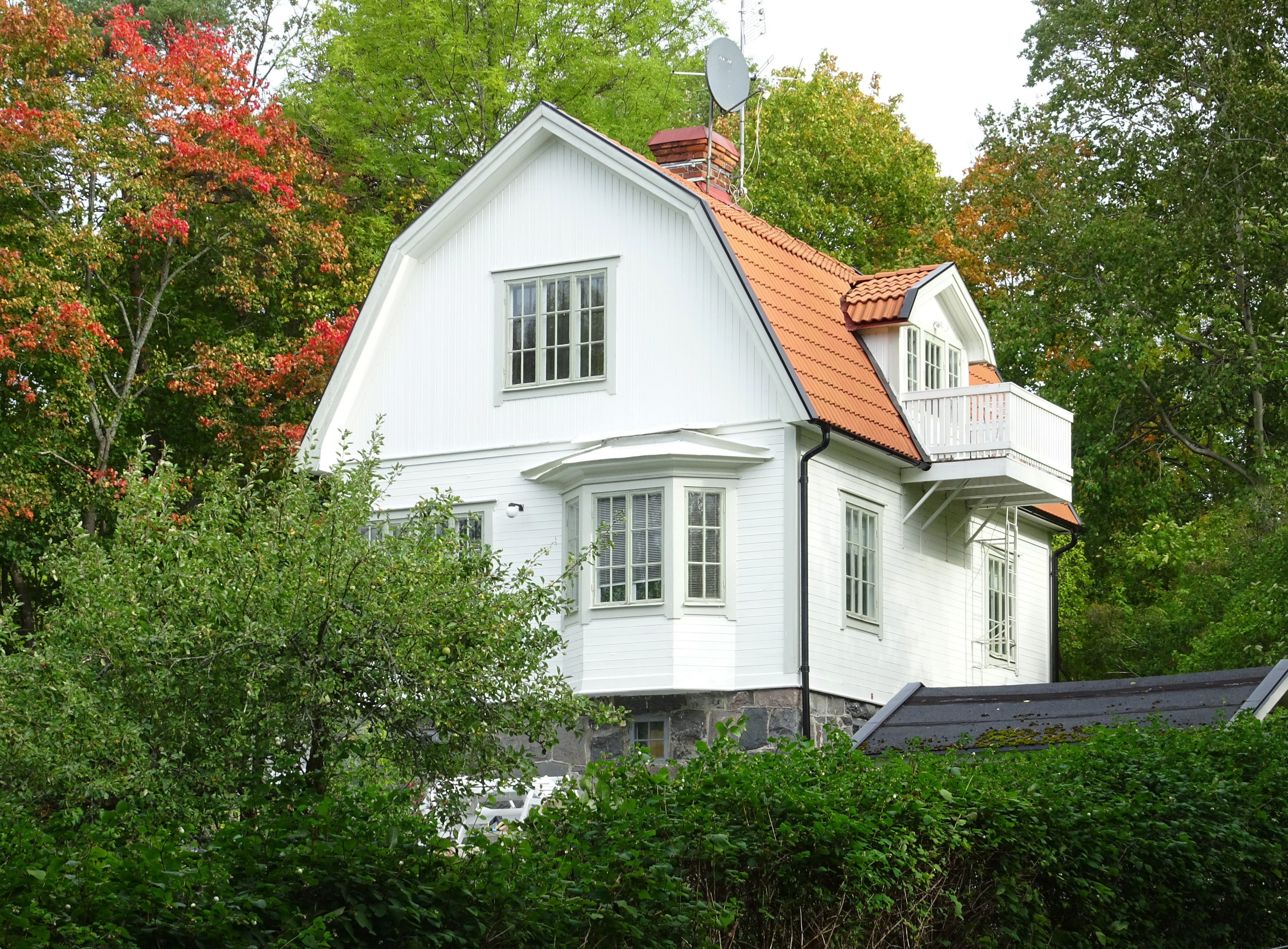
Villa Zachrishäll, senare Wrenes villa, byggdes 1914.
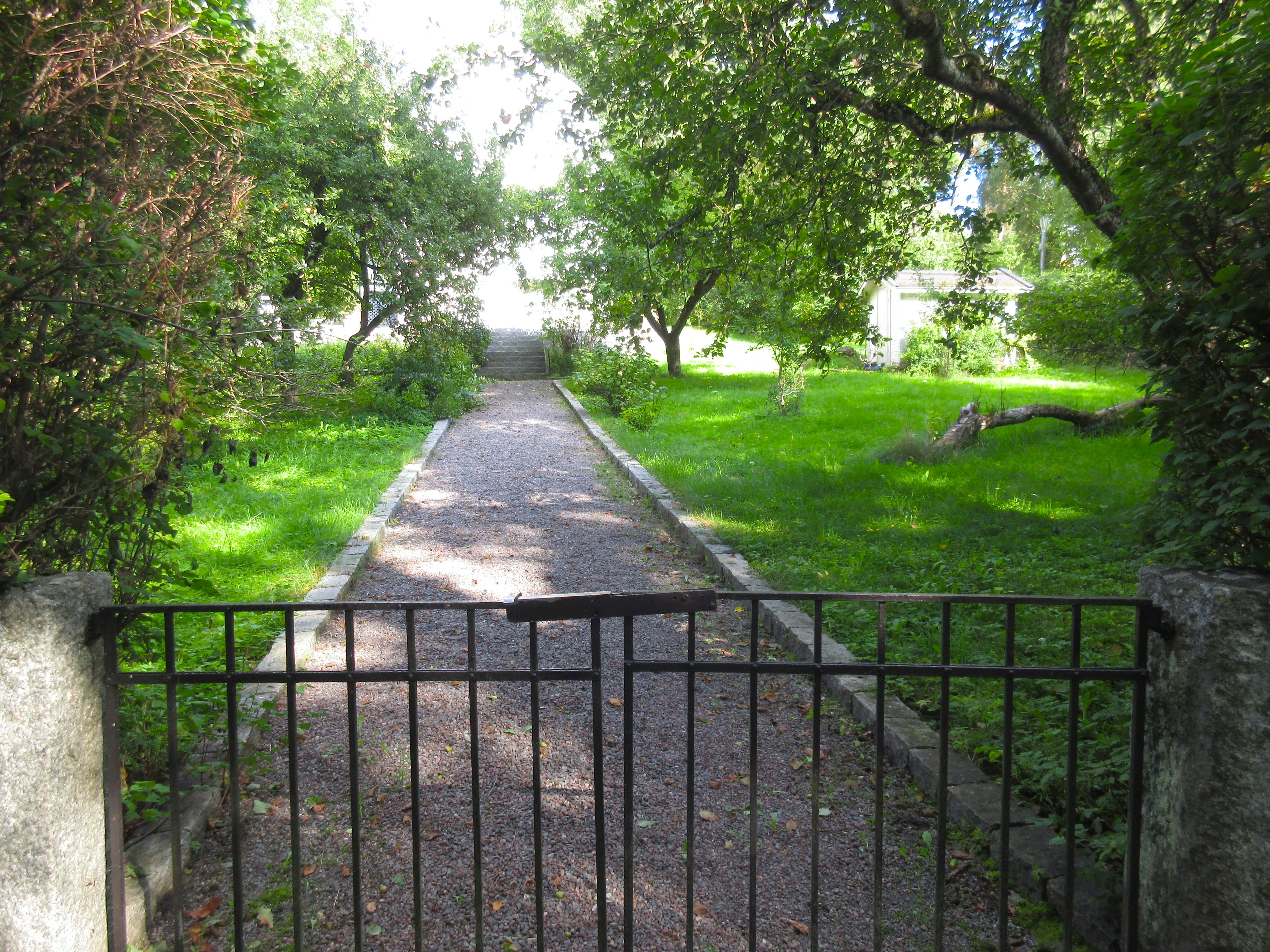
Grinden till Villa Zachrishäll, senare Wrenes villa.
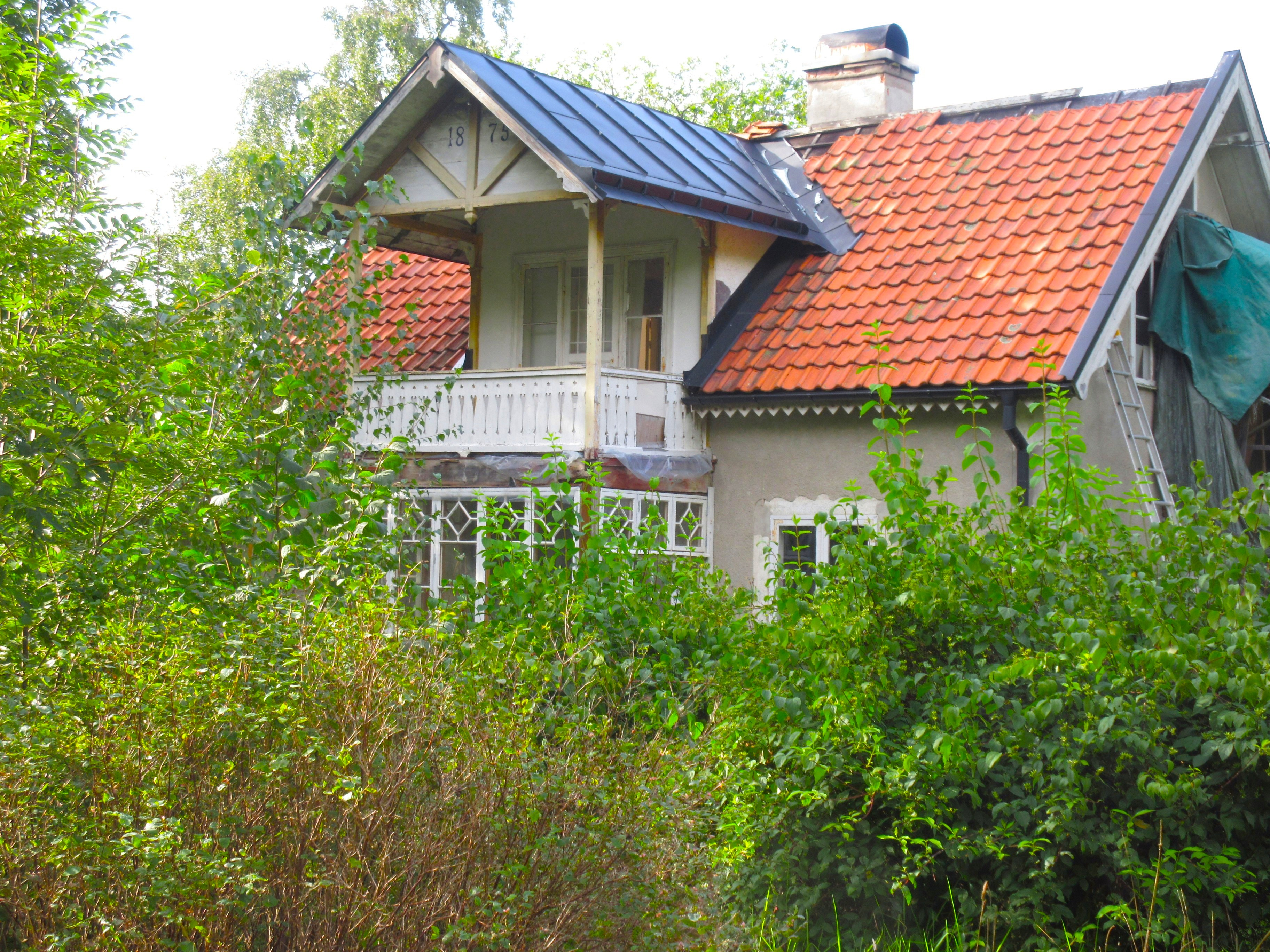
Stenvillan byggdes i slutet av 1800-talet.
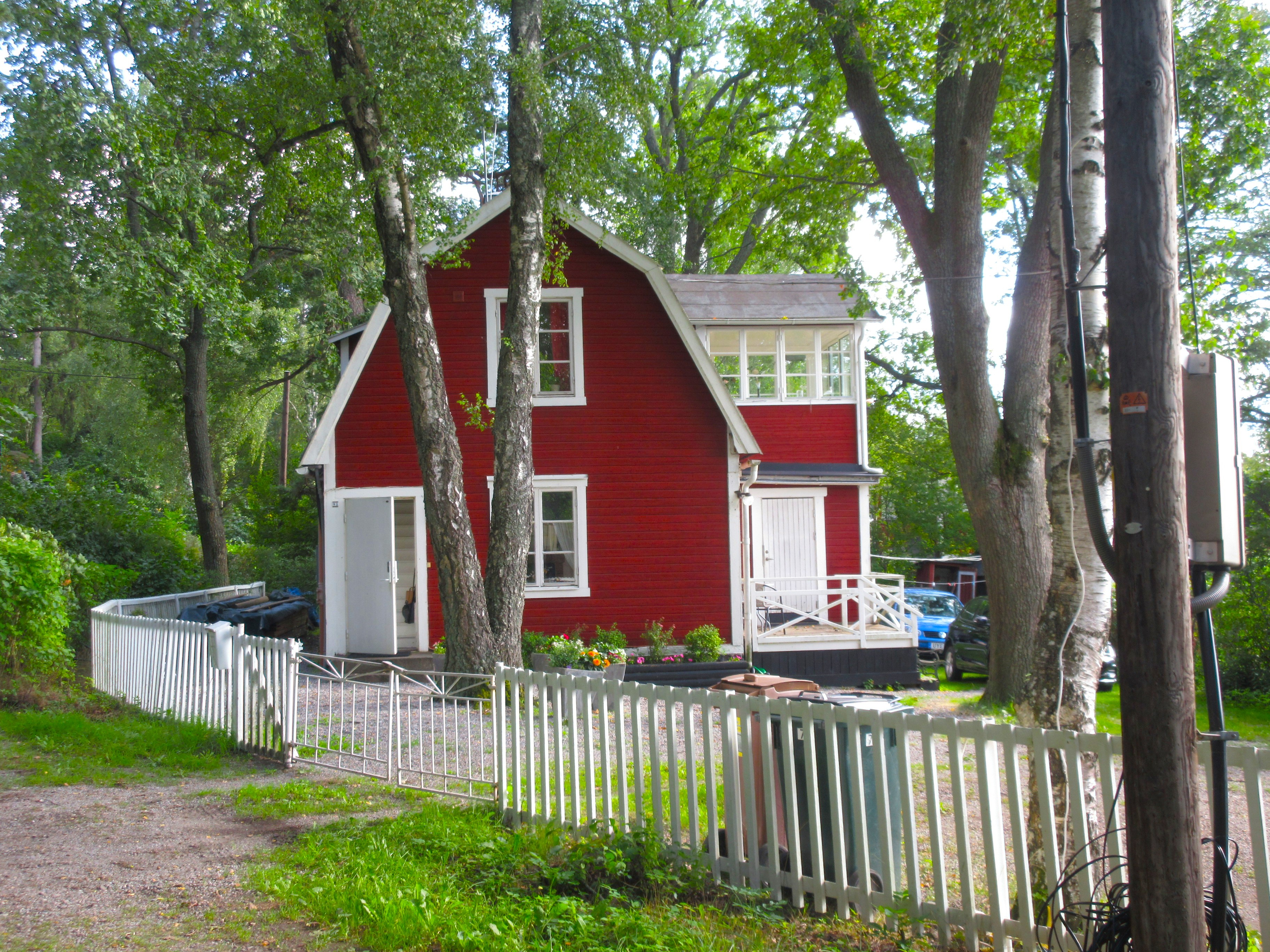
Villa Annero, 1914 byggdes tvåvåningshuset på Annero vid Mälaren.
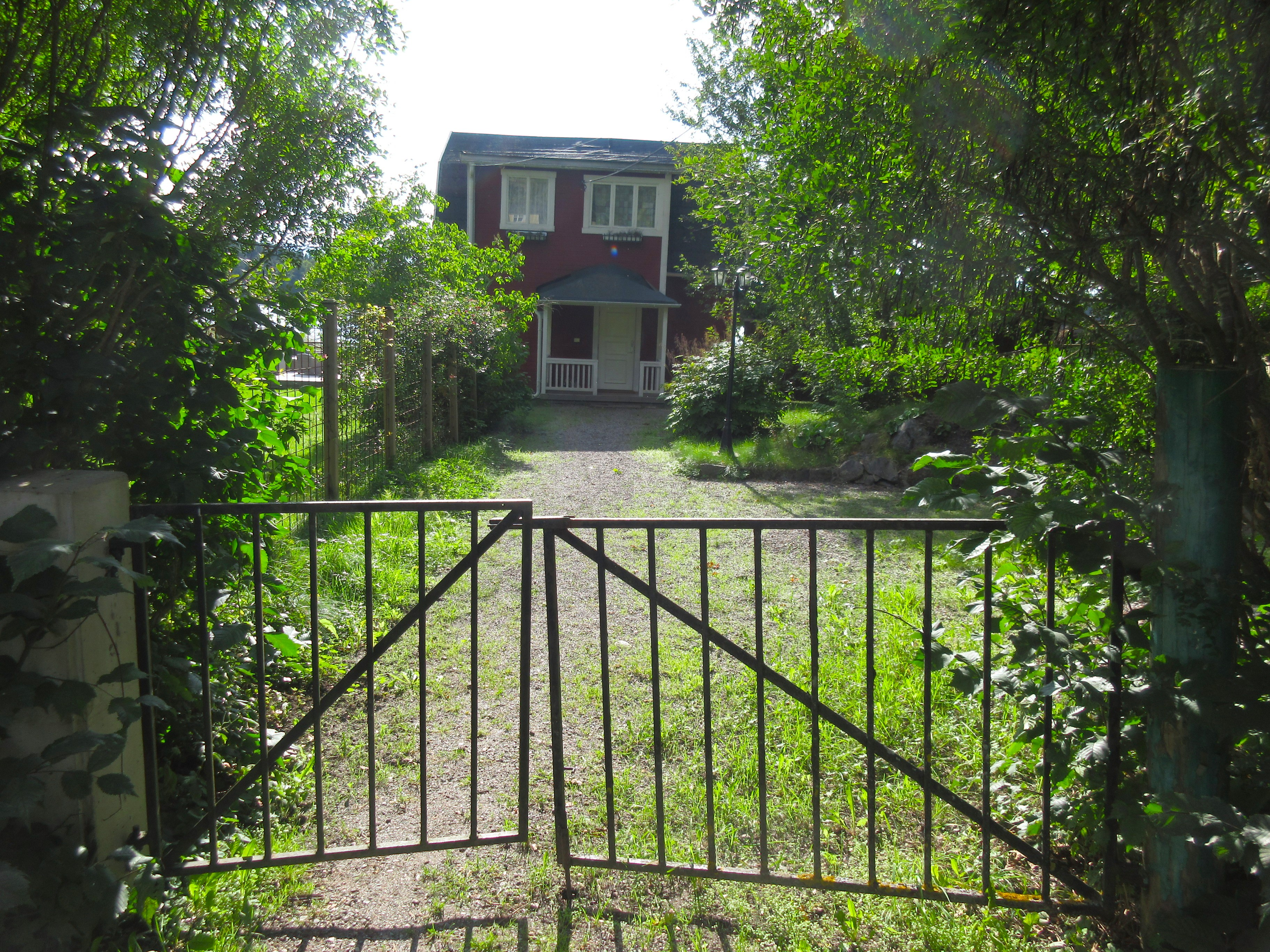
En av villorna vid Gubbkärrets sommarbebyggelse.
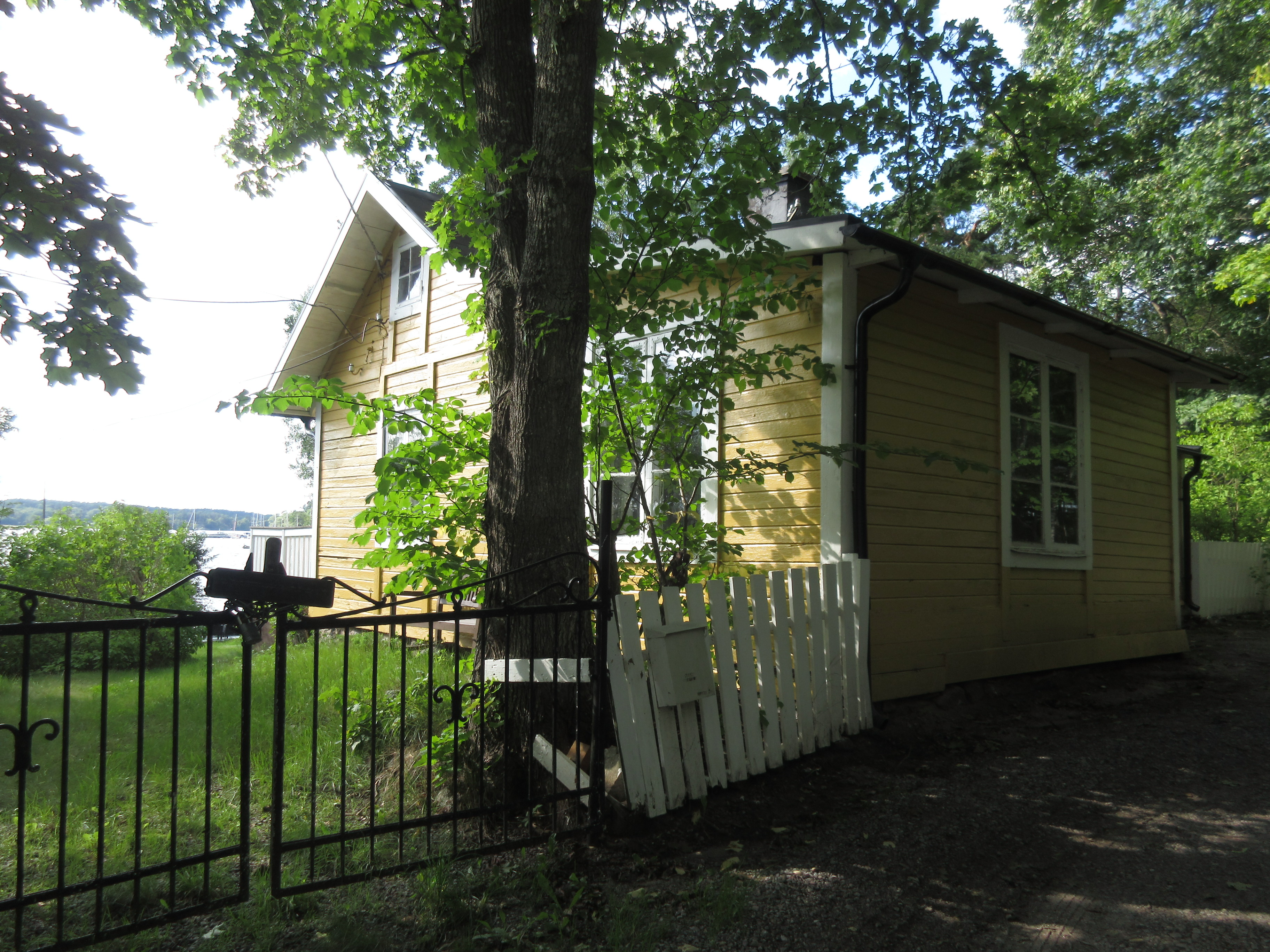
Enplansstuga.
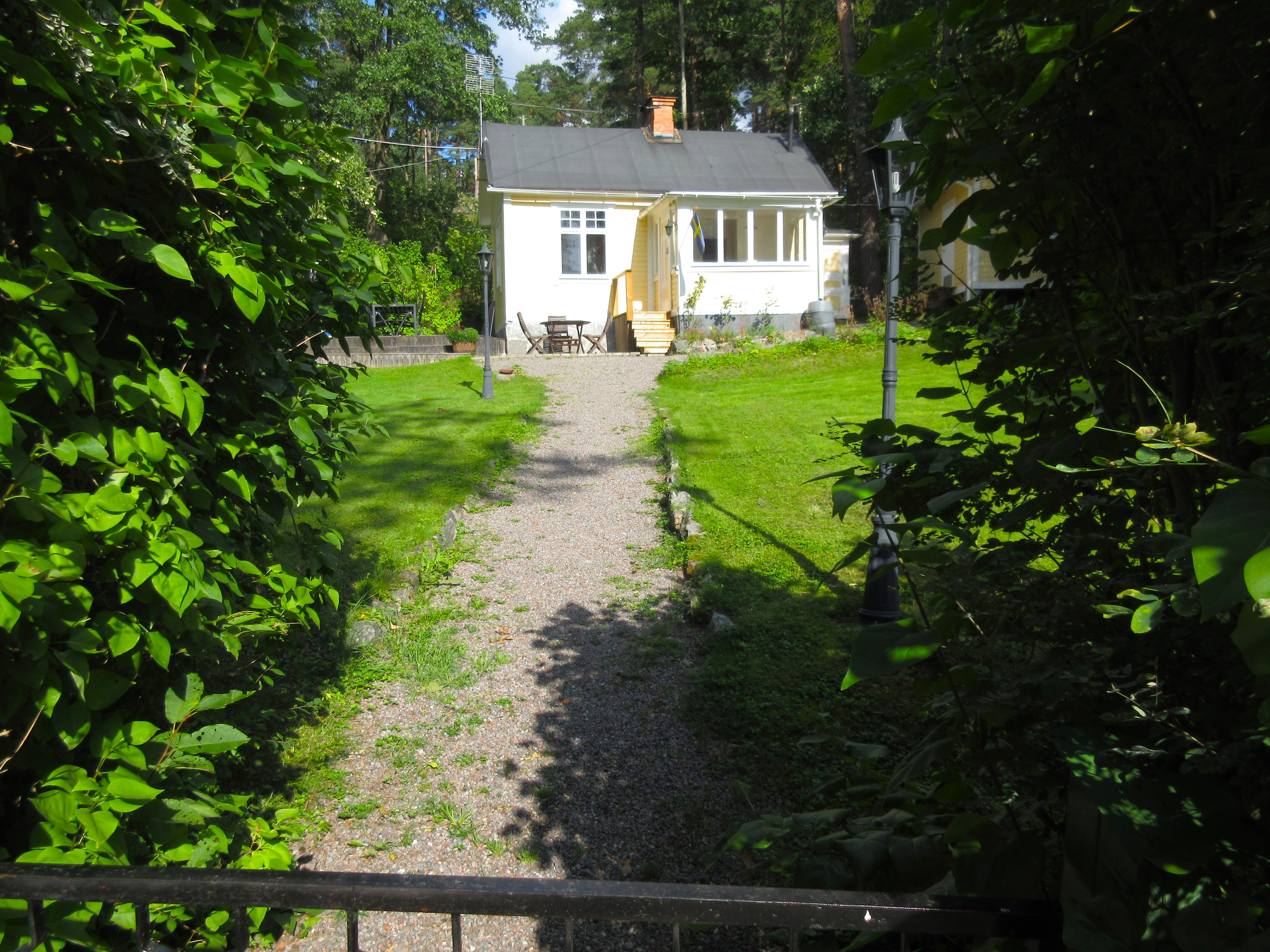
Enplansstuga.
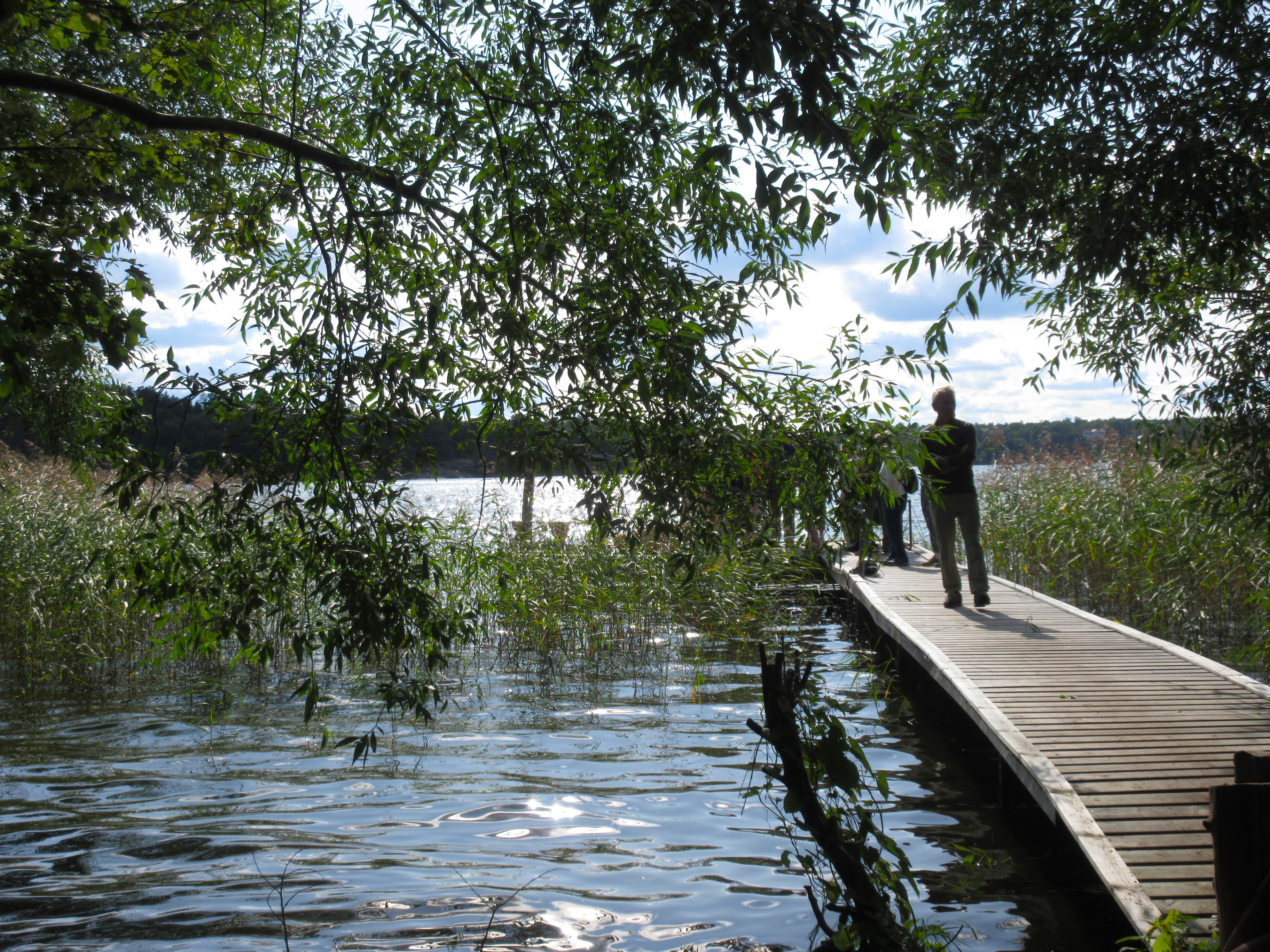
Bryggan längst ut på udden i Mälaren tillhörde Gubbkärrets gård, tidigare fanns här även ett badhus.
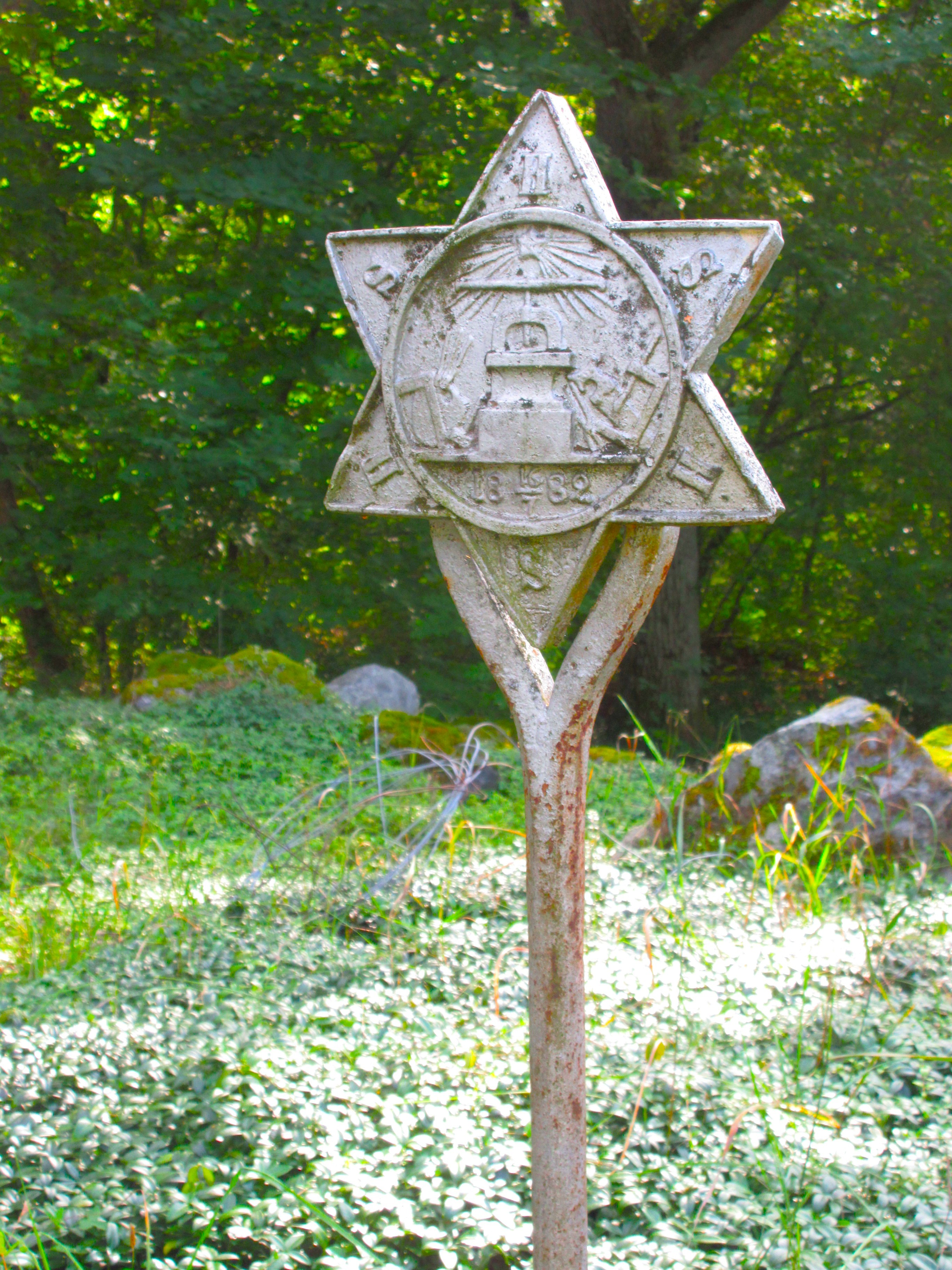
Stjärna av gjutjärn på stång för HS (Hantverk Sällskapet) från slutet av 1880-talet.
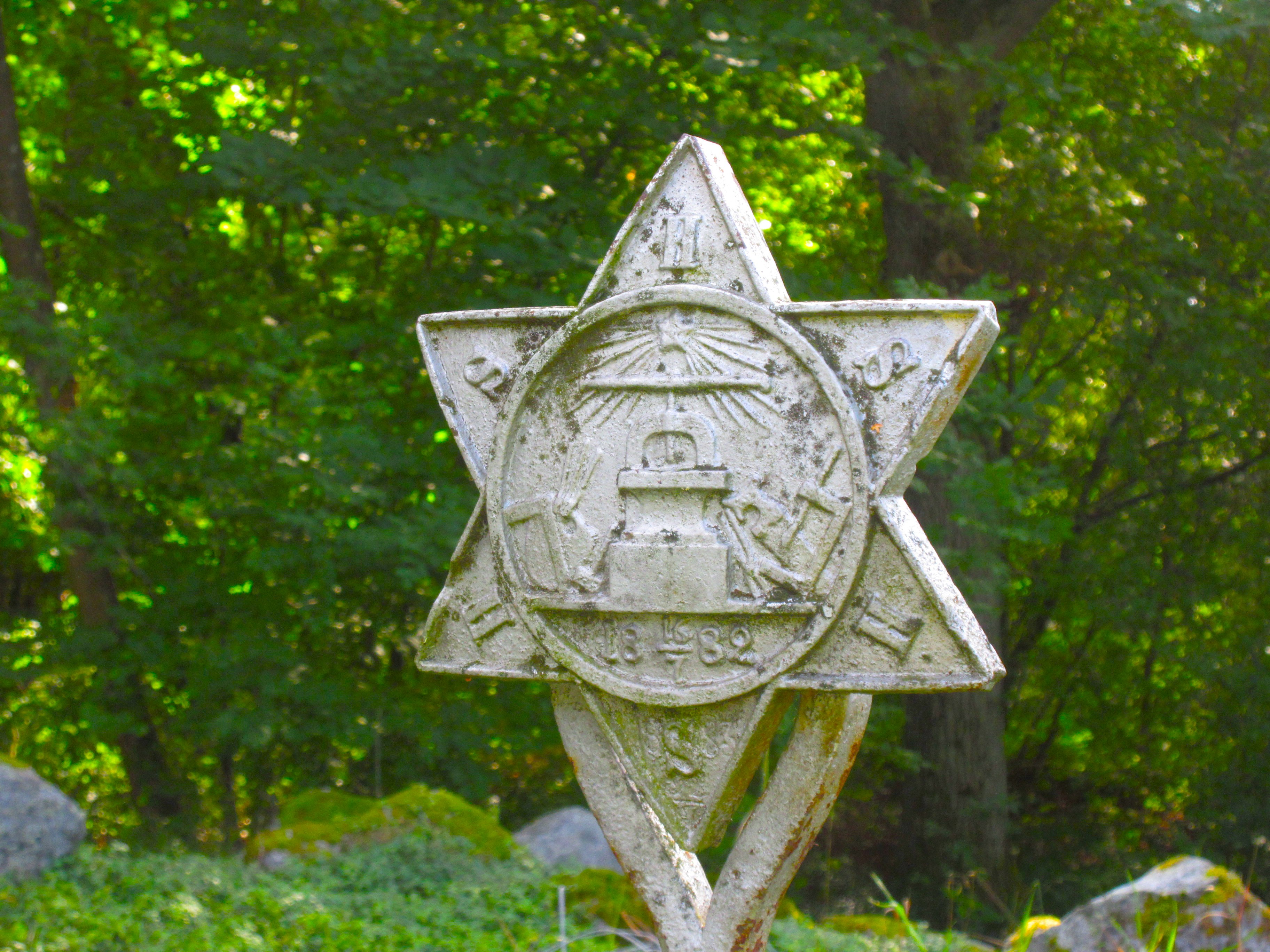
Närbild av stjärnan av gjutjärn på stång för HS (Hantverk Sällskapet) med olika emblem för olika verktyg såsom tving, såg, hammare och tänger.

## Området idag
År 1938 upprättades en första stadsplan för området som avsattes för idrotts- och fritidsändamål. På delen närmast Mälaren anlades redan 1936 Ängbybadets västra del och en del av gårdens mark kom att nyttjas för en campingplats (dagens Ängby camping) och en koloniträdgård (dagens Koloniträdgårdsföreningen Gubbkärret). Villaområdet Ferievägen / Tennisvägen planlades 1946 och bebyggdes i slutet av 1940-talet och början av 1950-talet med fristående villor. Nockebyhovsskolan vid Tyska Bottens väg 68 uppfördes 1966.

## Historiska bilder

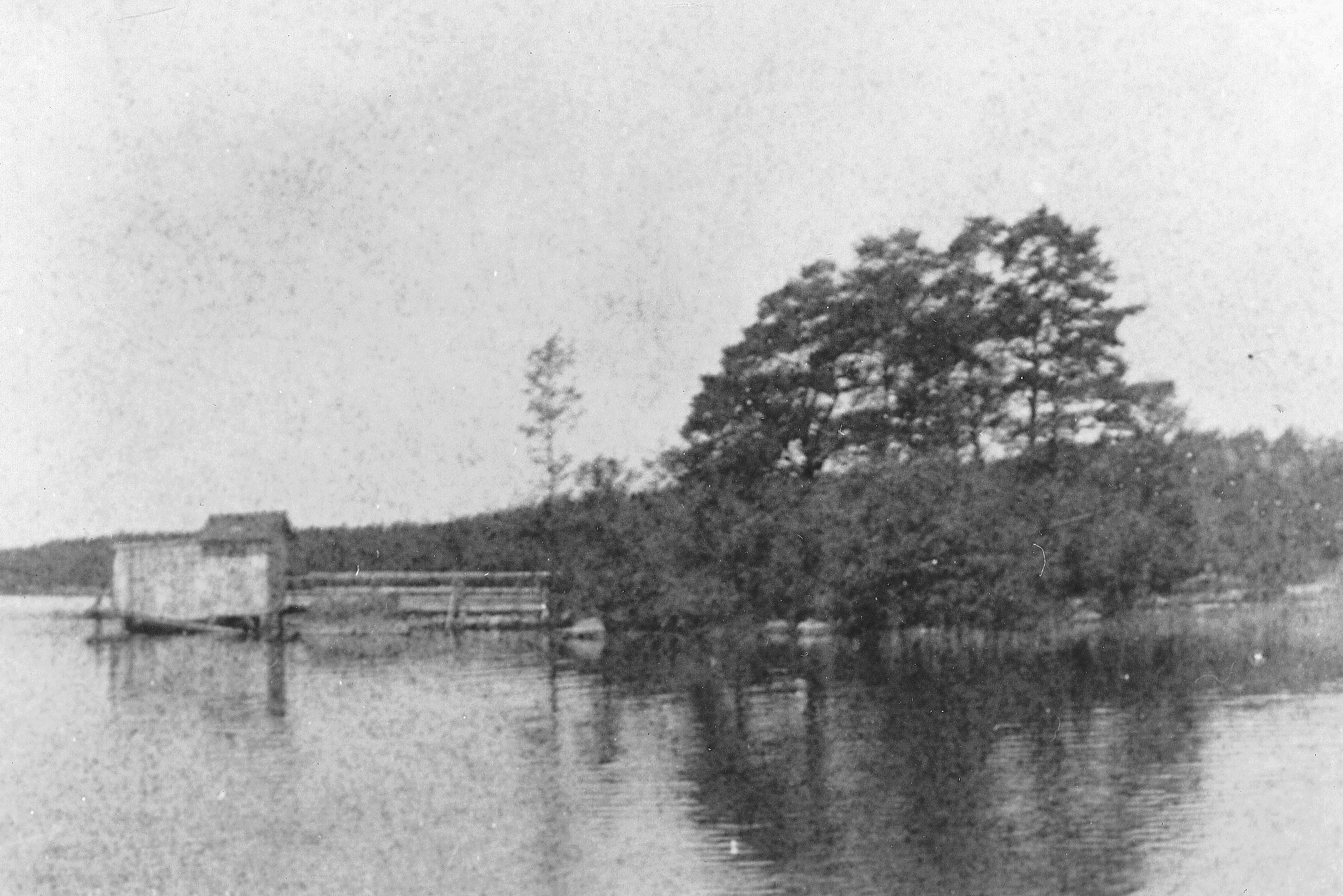
Gårdens brygga och badhus 1898.
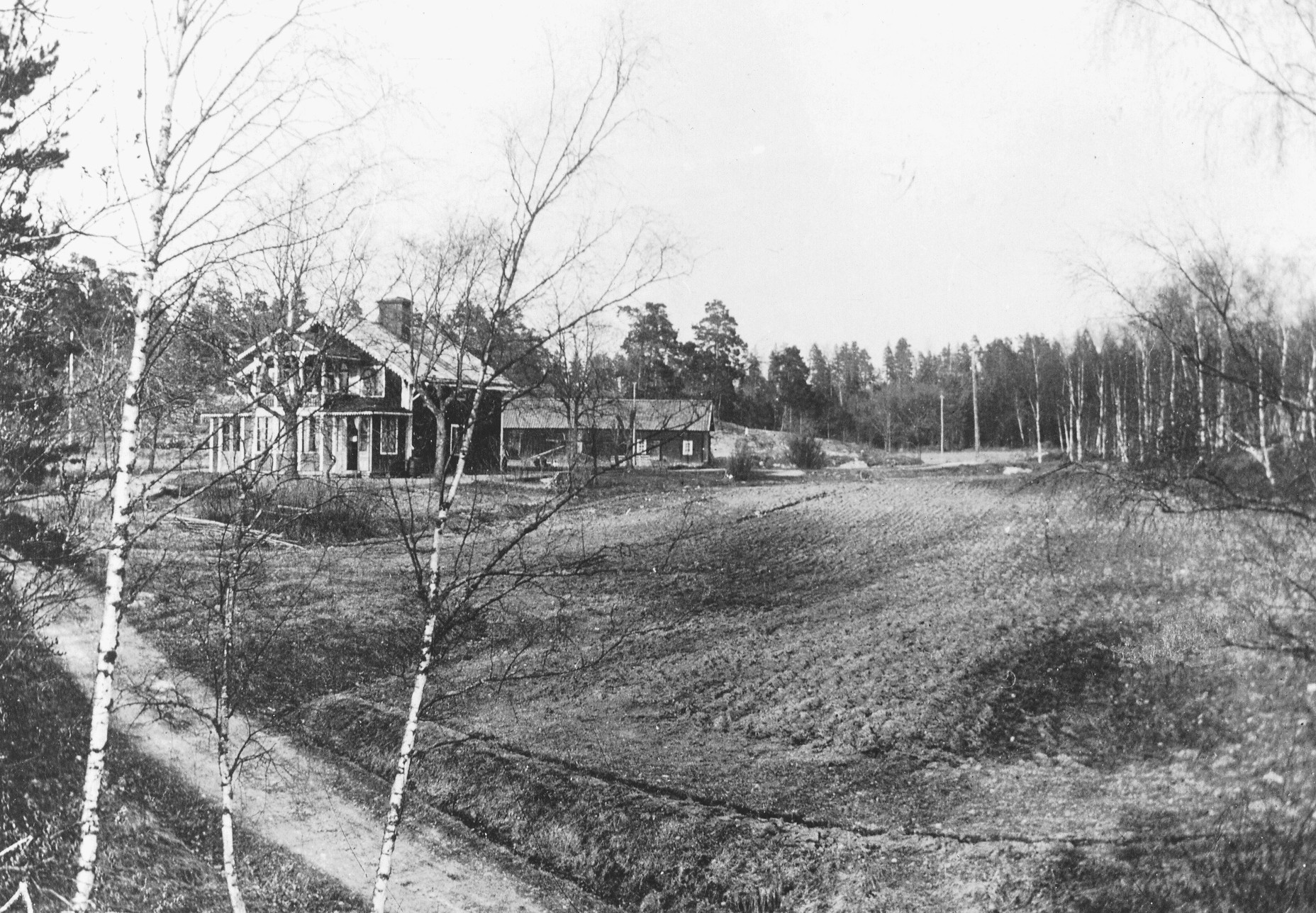
Gårdens huvudbyggnad och ekonomibyggnader 1922.
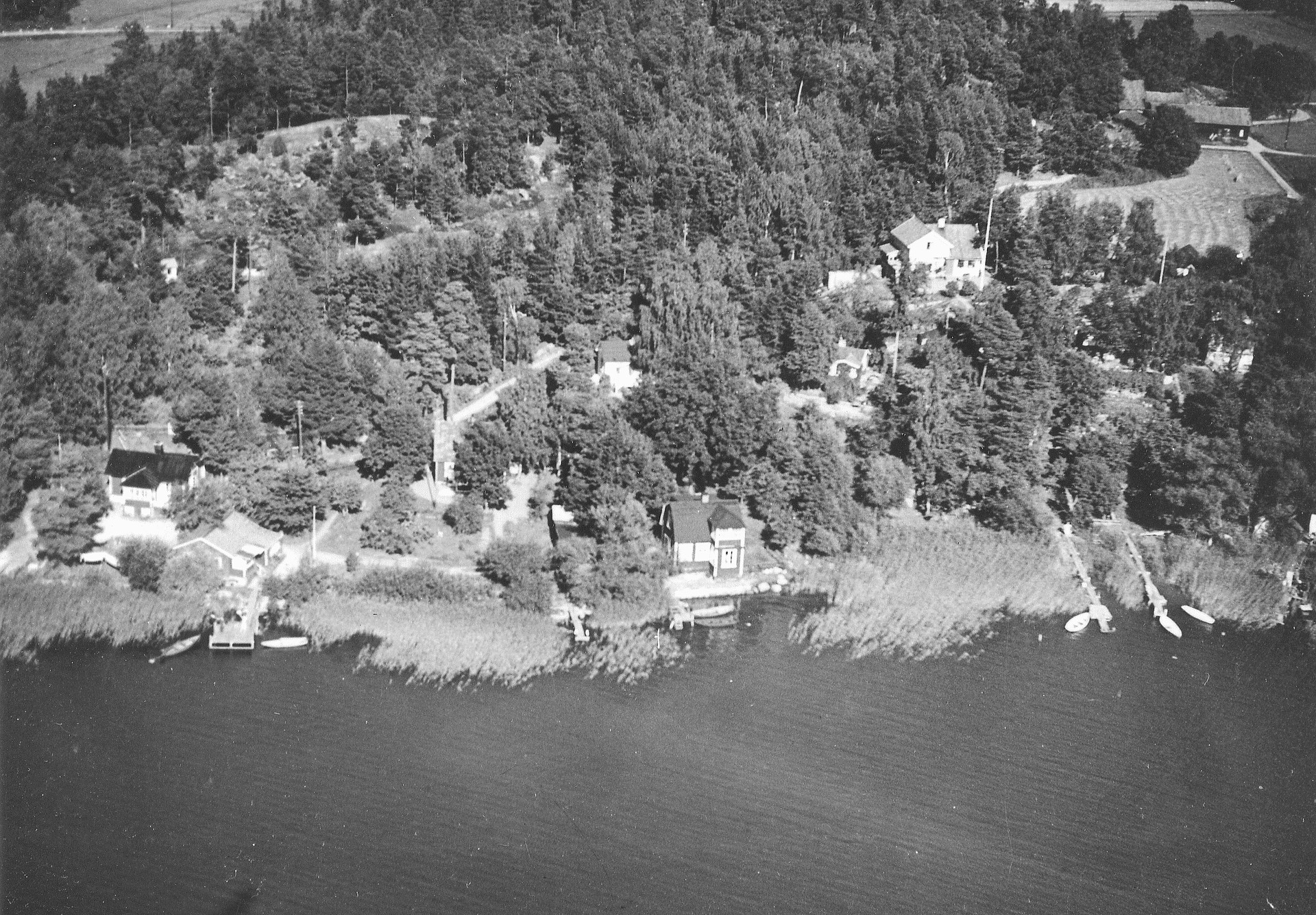
Gubbkärret från luften på 1930-talet.
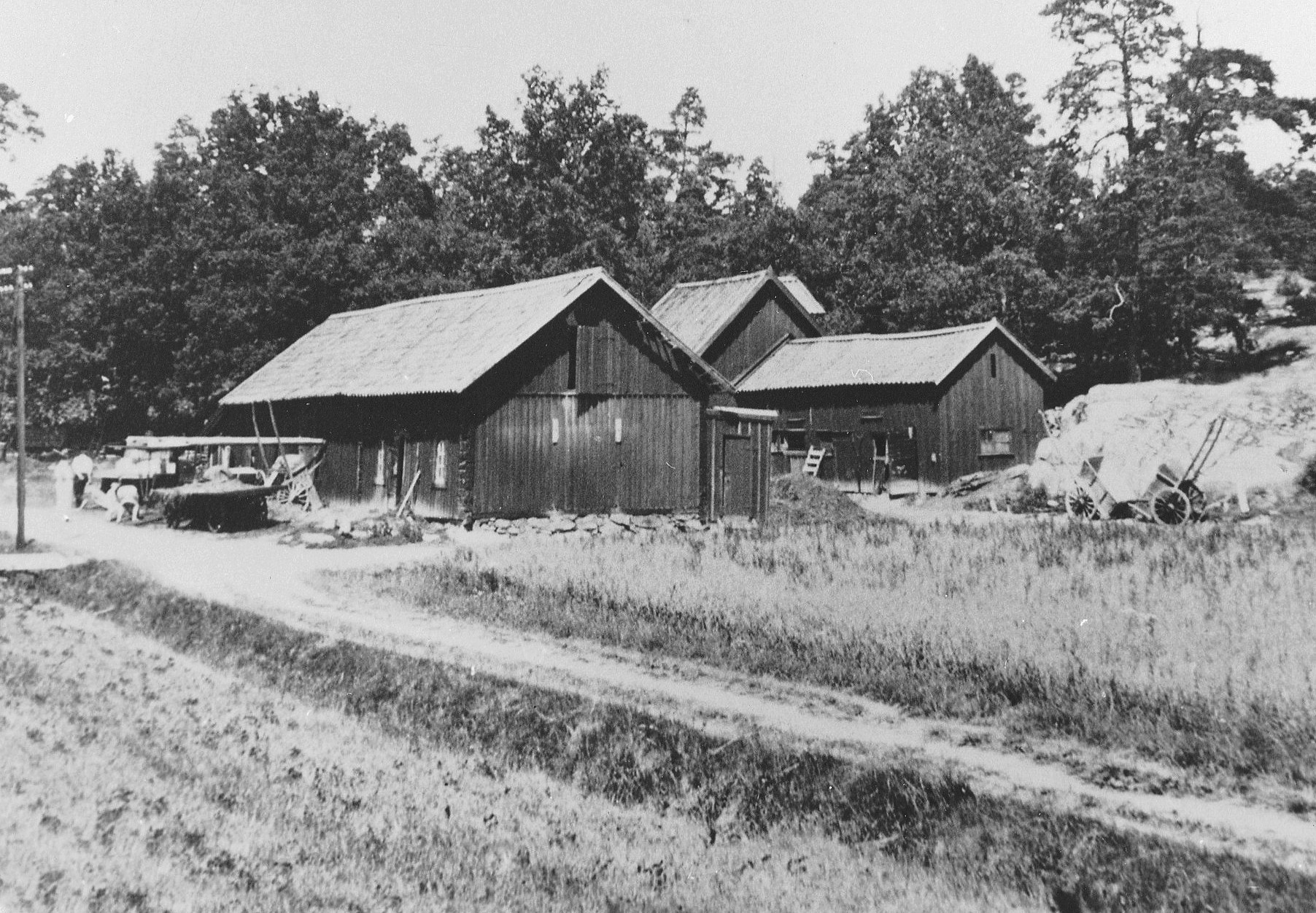
Gårdens ekonomibyggnader 1930.
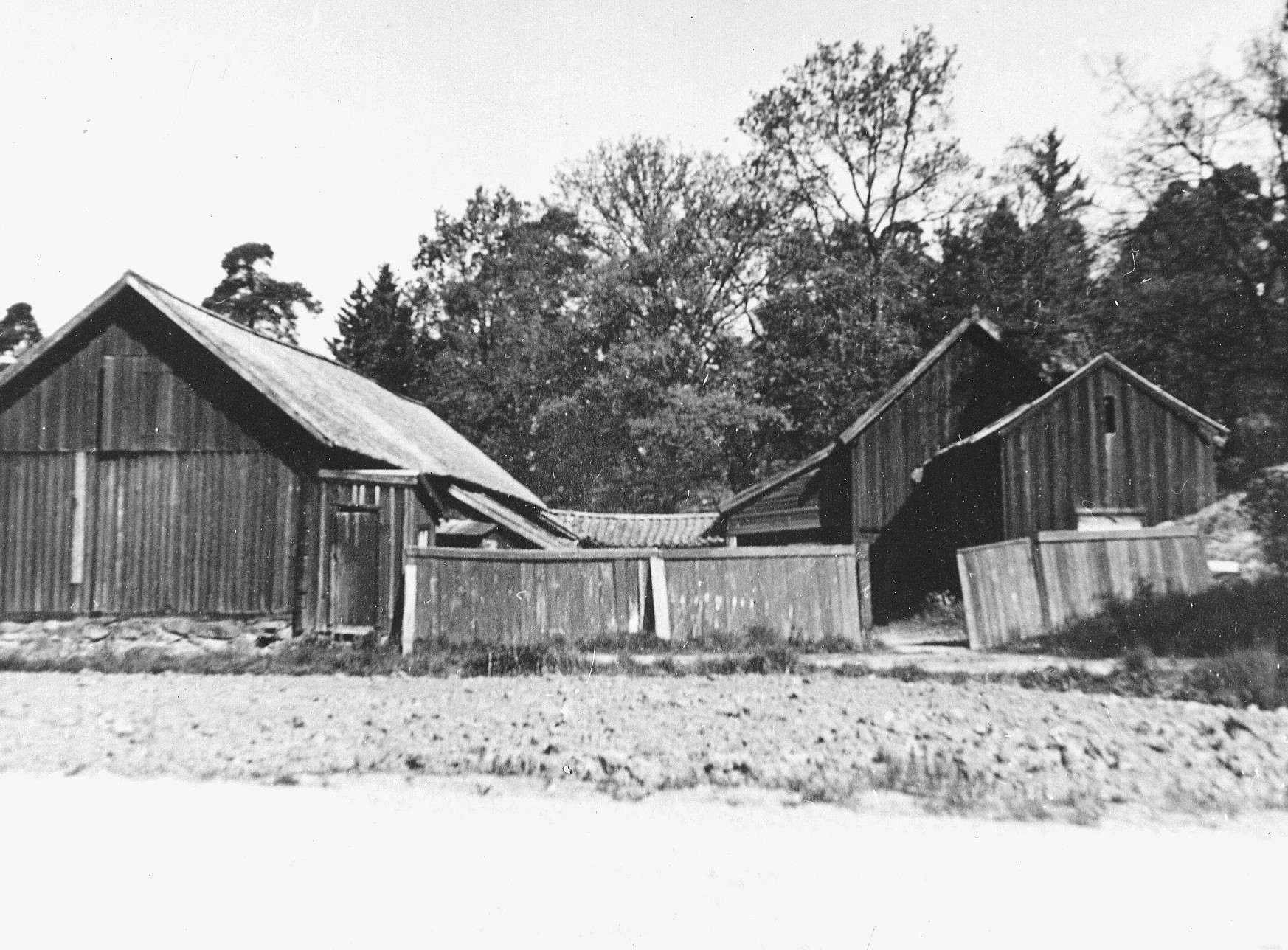
Gårdens ekonomibyggnader 1940.